# Grammy Awards de 1999
A 41.ª cerimônia anual do Grammy Awards foi realizada em 24 de fevereiro de 1999, no Staples Center, em Los Angeles. Apresentada por Rosie O'Donnell e televisionada pela CBS, o evento contemplou trabalho de melhores gravações, composições e artistas do ano dentro do período de 1998.
A rapper norte-americana Lauryn Hill venceu cinco estatuetas, incluindo as categorias de Album do Ano e Artista Revelação. O seu álbum, The Miseducation of Lauryn Hill, foi o primeiro do gênero hip hop a vencer a categoria.
O evento ficou conhecido como "Grammy das Mulheres", pois a categoria de Álbum do Ano contava apenas com artistas femininas. Madonna venceu quatro prêmios e abriu a premiação com "Nothing Really Matters", enquanto Dixie Chicks, Vince Gill, Alanis Morissette e Shania Twain venceram dois. Celine Dion recebeu, também, dois prêmios por "My Heart Will Go On", a qual recebeu um total de quatro estatuetas.

## Indicados e vencedores

### Geral
| Gravação do Ano - "My Heart Will Go On" – Celine Dion - "The Boy Is Mine" – Brandy & Monica - "Iris" – Goo Goo Dolls - "Ray of Light" – Madonna - "You're Still the One" – Shania Twain                                                                     | Álbum do Ano - The Miseducation of Lauryn Hill – Lauryn Hill - The Globe Sessions – Sheryl Crow - Version 2.0 – Garbage - Ray of Light – Madonna - Come On Over – Shania Twain |
| Canção do Ano - "My Heart Will Go On" – Celine Dion - "I Don't Want to Miss a Thing" – Aerosmith - "Iris" – Goo Goo Dolls - "Lean on Me" – Kirk Franklin, Mary J. Blige, R. Kelly, Bono, Crystal Lewis & The Family - "You're Still the One" – Shania Twain | Artista Revelação - Lauryn Hill - Backstreet Boys - Andrea Bocelli - Dixie Chicks - Natalie Imbruglia                                                                          |

### Pop
| Melhor Performance Feminina Pop - "My Heart Will Go On" – Celine Dion - "My Favorite Mistake" – Sheryl Crow - "Can't Take My Eyes Off You" – Lauryn Hill - "Torn" – Natalie Imbruglia - "Adia" – Sarah McLachlan                        | Melhor Performance Masculina Pop - "My Father's Eyes" – Eric Clapton - "Save Tonight" – Eagle-Eye Cherry - "Anytime" – Brian McKnight - "Lullaby" – Shawn Mullins - "You Were Meant for Me" – Sting |
| Melhor Performance Pop Por uma Dupla ou Grupo - "Jump, Jive an' Wail" – The Brian Setzer Orchestra - "I Don't Want to Miss a Thing" – Aerosmith - "One Week" – Barenaked Ladies - "Iris" – Goo Goo Dolls - "Crush" – Dave Matthews Band | Melhor Vocal Pop Colaborativo - "I Still Have That Other Girl" – Burt Bacharach & Elvis Costello - "How Come, How Long" – Babyface & Stevie Wonder - "Kisses Sweeter than Wine" – Jackson Browne & Bonnie Raitt - "I'm Your Angel" – Celine Dion & R. Kelly - "Shenandoah" – Van Morrison & The Chieftains |
| Melhor Performance Instrumental Pop - "Sleepwalk" – The Brian Setzer Orchestra - "The X-Files" – The Dust Brothers - "Big County" – Béla Flack and the Flecktones - "My Heart Will Go On" – Kenny G - "Follow Me" – Pat Metheny Group   | Melhor Álbum Vocal de Pop - Ray of Light – Madonna - Pilgrim – Eric Clapton - Let's Talk About Love – Celine Dion - Left of the Middle – Natalie Imbuglia - The Dirty Boogie – Brian Setzer Orchestra |

### Dance
| Melhor Gravação de Dance - "Ray of Light" – Madonna - "When Will You Learn" – Boy George - "Around the World" – Daft Punk - "Heaven's What I Feel" – Gloria Estefan - "Disco Inferno" – Cyndi Lauper |